# Hitokage
Hitokage (ヒトカゲ) còn gọi là Charmander (/ˈtʃɑːrmændər/), là một loài Pokémon trong loạt Pokémon của Nintendo và Game Freak. Được tạo bởi Atsuko Nishida, Hitokage xuất hiện lần đầu tiên trong các trò chơi video Pokémon Red và Blue và các phần tiếp theo, sau đó xuất hiện trong nhiều sản phẩm khác nhau, tựa đề spinoff và phim hoạt hình và in chuyển thể trong nhượng quyền thương mại. Mỗi con Hitokage đều có một ngọn lửa ở đuôi, ngọn lửa này thể hiện sức khoẻ cũng như tâm trạng của con Hitokage đó. Nếu ngọn lửa nhỏ đi thì sức khoẻ nó rất yếu và ngược lại ngọn lửa to thì nó đang rất sung sức.
Hitokage là một Pokémon xuất phát mà người chơi có thể chọn khi bắt đầu trong Pokémon Red and Blue, và phiên bản làm lại, Pokémon FireRed and LeafGreen. Trong anime, Satoshi đã thu nhận một con Hitokage vào buổi đầu của loạt phim, và trở thành một trong những Pokémon thường dùng nhất của anh. Trong manga Pokémon Adventures, Green đã nhận Hitokage từ ông của cậu, Tiến sĩ Okido. Kể từ khi xuất hiện trong sê-ri Pokémon, Hitokage đã nhận được sự đón nhận tích cực.
Hitokage tiến hóa thành Lizardo, sau đó sẽ tiến hóa thành Lizardon, ban đầu là hình thức cuối cùng của nó. Kể từ khi phát hành Pokémon X và Y, Lizardon có thể phát triển thành 2 dạng Tiến Hóa khác nhau, đó là Mega Lizardon X hoặc Mega Lizardon Y, cho thời gian của một trận chiến. Điều này mang lại cho nó chỉ số nâng cấp tạm thời.